# Macerata
Macerataⓘ [ma.t͡ʃeˈra.ta] – miasto i gmina we Włoszech, w regionie Marche, w prowincji Macerata.
Według danych na rok 2015 gminę zamieszkiwało 42750 osób (464 na km²). Miasto zajmuje szczyt wzgórza o wysokości 315 m n.p.m., pomiędzy dolinami, którymi od północy przepływa rzeka Potenza, od południa zaś Chienti. Macerata oddalona jest o 30 km od Morza Adriatyckiego oraz ok. 60 km od Apeninów Umbryjsko-Marchijskich. W mieście istnieje klub siatkarski Lube Banca Marche. Urodził się tutaj pierwszy misjonarz Chin Matteo Ricci.

## Klimat
Klimat Maceraty zaliczany jest do typowego dla położonych we wnętrzu terytorium Marchii wzgórz, odznaczający się cechami zarówno klimatu śródziemnomorskiego jak i kontynentalnego. Ogromną rolę w kształtowaniu się klimatu miasta ma bliskość wybrzeża, od którego Macerata oddalona jest o zaledwie 30 km. Większy jeszcze wpływ wywierają położenie na wysokości 315 m n.p.m. oraz stosunkowo bliskie sąsiedztwo wzniesień Apeninów. Na tym terenie obserwuje się stosunkowo chłodne zimy ze sporą ilością opadów. Charakterystyczne są też dla okresu zimowego mgły oraz nieczęste opady śniegu, które mogą też być obfite (w styczniu 2005 zanotowano 80 cm śniegu w ciągu jednego tygodnia). Opady śniegu związane są z wiatrami północno-wschodnimi, wiejącymi w zimie od strony Bałkanów. Opady śniegu przynoszą czasem również wiatry wiejące od północnego zachodu. W zimie zdarzają się okresy słoneczne i bez opadów. Dzieje się tak, gdy przeważają wiatry wiejące od wnętrza Półwyspu Apenińskiego (wł. garbino). Temperatura może wówczas osiągnąć 15-20 °C. Garbino jest w stanie wiać z prędkością 100 km/h. Okres letni, trwający od czerwca do września, jest gorący i słoneczny. Macerata posiada mniejszą wilgotność w okresie letnim niż tereny położone u wybrzeży Adriatyku, jednak zdarzają się i tutaj dni bardzo duszne, gorące (wł. afa), kiedy temperatura sięga 40 °C. Upał odczuwany jest szczególnie w granicach starego miasta i na wzniesieniach. Burze zdarzają się w godzinach popołudniowych i wieczorem, z reguły przy wiatrach wiejących od strony Apeninów. Miesiącem wybitnie burzowym jest sierpień.

## Historia

### Początki i pierwsze wieki
Między III i II w. p.n.e. tereny, gdzie w czasach obecnych znajduje się dzielnica Villa Potenza, zostały skolonizowane przez Rzymian. Założyli oni miasto Helvia Recina. Pozostałości teatru rzymskiego z II w. n.e. świadczą o znacznym rozwoju demograficznym i kulturowym miasta. Pierwszą wzmiankę o istnieniu Helvia Recina odnajdujemy u Pliniusza Starszego w jego dziele Naturalis historia z I w. n.e. Przez starożytną Helvię Recinę przechodziła Via Salaria Gallica. Z tego okresu pochodzi najważniejszy zabytek starożytności w Maceracie – teatr o średnicy 72 m, mogący pomieścić 2000 widzów. Był prawdopodobnie ozdobiony płytami marmurowymi, które w okresie średniowiecza zostały użyte do dekoracji powstających w mieście nowych budowli. Odnaleziono zdobiące go kapitele w stylu doryckim i korynckim. Archeolodzy wyróżnili następujące elementy tej rzymskiej budowli: orchestrę, caveę oraz proskenion z cegły, jak to przewidywały reguły klasycznego teatru rzymskiego. Obok ruin teatru zachowały się fragmenty rzymskiej drogi, most na rzece Potenza oraz fragmenty zabudowy willowej z ozdabianymi mozaikami podłogami. W 205 Septymiusz Sewer wyniósł Recinę do rangi kolonii, zmieniając jej nazwę na Helvia Recina Pertinax, na cześć swojego poprzednika imperatora Pertynaksa.

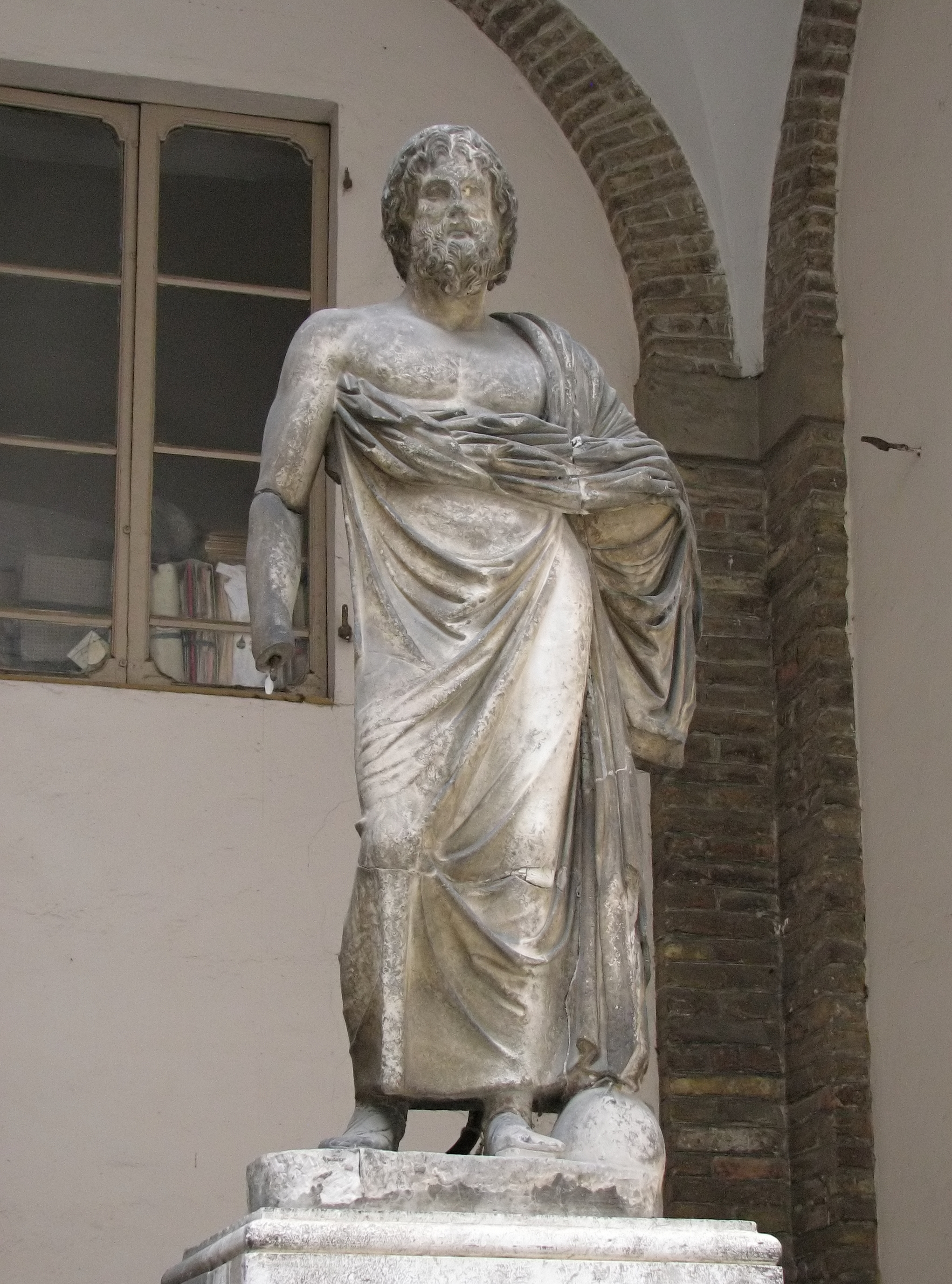
Rzeźba Asklepiosa z II w. (dziedziniec Palazzo del Comune w Maceracie)

W III w. w mieście został zamordowany miejscowy biskup Flawiusz, czczony jako święty w Kościele katolickim 24 listopada na terenie Marchii Ankońskiej i Umbrii. W ten sposób wyznaczony został ważny etap w historii chrystianizacji miasta i okolicy.
W V i VI w. mieszkańcy Reciny zmuszeni zostali przez napadających na miasto Gotów do przeniesienia się na sąsiadujące z terenami zabudowanymi wzgórza. Dało to początek istniejącej do dzisiaj, najstarszej części miasta.
Istnieją różne teorie dotyczące etymologii nazwy miasta. Niektórzy historycy wywodzą ją od łacińskiego słowa maceriae, tzn. ruiny, zgliszcza, w domyśle starożytnej Helvia Recina. Inni upatrują genezy nazwy w łacińskim słowie macera oznaczającym miejsce, w którym macerowano len i konopie.
Przez wieki miasto było podzielone na dwa oddzielne organizmy, jeden samodzielny, drugi zależny od biskupstwa w Fermo. W 1138, po długich zabiegach dyplomatycznych, Macerata wywalczyła dla siebie koncesję prawa komuny miejskiej. 29 sierpnia 1138 przed kościołem św. Juliana obie części zostały połączone. Nowe miasto zapożyczyło swą nazwę od istniejącej w średniowieczu twierdzy Castrum Maceratae. Reminiscencje istniejącego poprzednio Podium Sancti Juliani widoczne są jeszcze w dzisiejszych dzielnicach Cocolla i Fosse, które utrzymują kult i tradycje związane ze św. Julianem Gościnnym.
Wraz z nadaniem praw komuny miejskiej postanowiono przyjąć nowy herbu, na którym widniał kamień młyński na czerwonym tle z umieszczoną powyżej koroną królewską. Kamień młyński, będący zapożyczeniem ze starożytnej heraldyki miasta Helvia Recina, miał symbolizować pracowitość mieszkańców Maceraty oraz charakterystyczną cechę terytorium, w którym liczne strumienie umożliwiały budowę młynów. Herb miejski zmieniony został dopiero w 1570, kiedy dodano czerwony krzyż grecki na białym tle za pozwoleniem papieża Piusa V. Papież wyraził w ten sposób wdzięczność dla miasta za udział w walkach z Turkami i wspieranie krucjat od 1188.
W sporach pomiędzy papiestwem a cesarzem mieszkańcy Maceraty opowiedzieli się pierwotnie po stronie tego ostatniego. Stanięcie po stronie Gibelinów spowodowane było przyznaniem miastu praw nad niektórymi okolicznymi zamkami w 1239 przez króla Enzia Sardyńskiego. Stopniowo jednak Macerata przeszła do obozu papieskiego, za co społeczność została nagrodzona przez papieża franciszkanina Mikołaja IV pozwoleniem na założenie uniwersytetu. Gibelini odpowiedzieli atakiem na miasto w 1316 pod wodzą kondotiera Fryderyka z Montefeltro. Natarcie to zostało odparte.

### XIV wiek

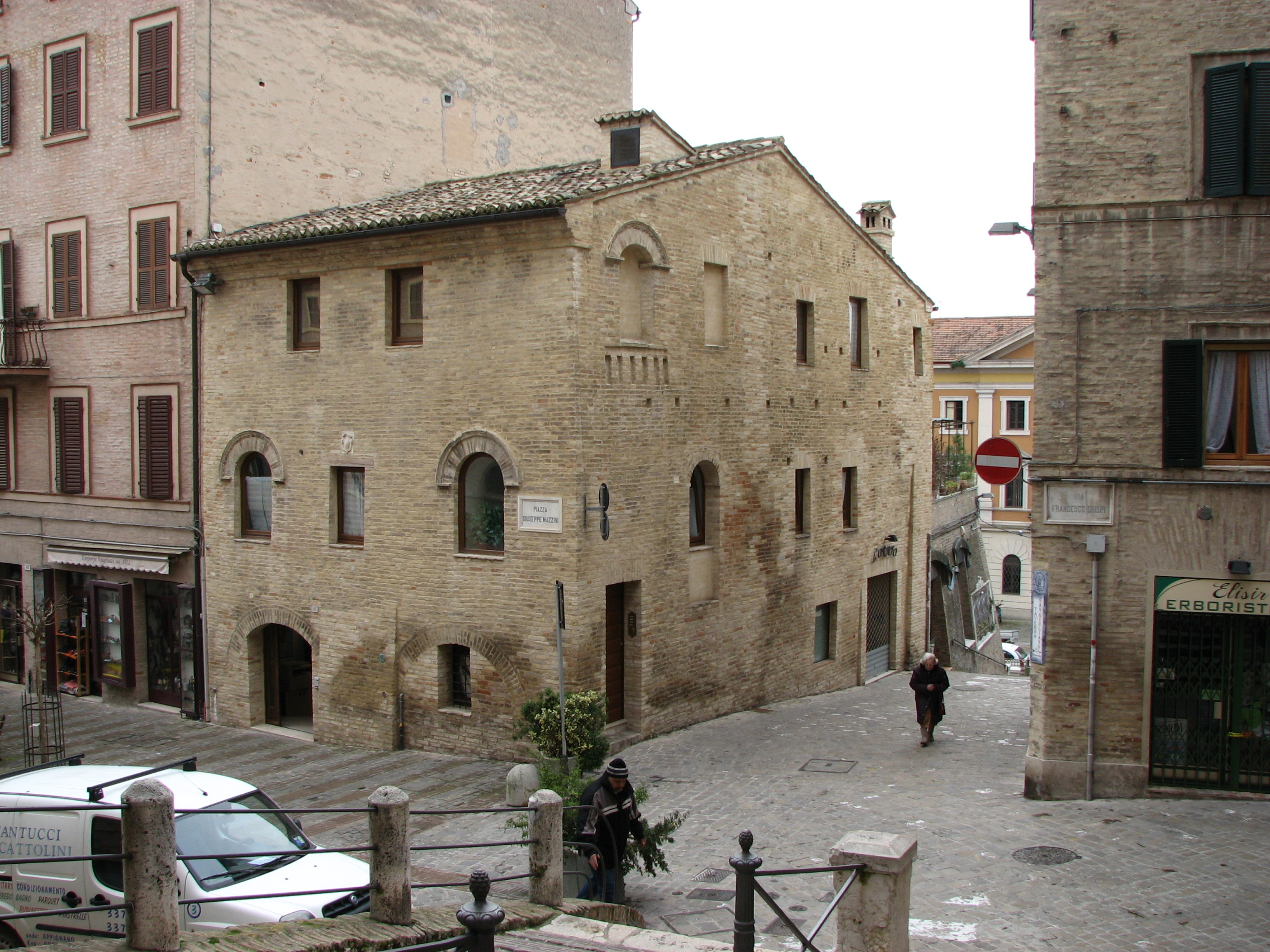
Casa del Podestà z 1373

W 1320 papież Jan XXII, karząc miasta Fermo i Recanati, odebrał pierwszemu znaczną część terytorium, a drugiemu siedzibę biskupią. W ten sposób utworzone zostało nowe biskupstwo w Maceracie. Decyzja ta przyczyniła się wzrostu liczby ludności. Do tej pory Macerata była mniejsza niż inne okoliczne miasta, takie jak Fermo, San Severino czy Ascoli. Ustanowienie biskupstwa w Maceracie wpłynęło również na wzrost znaczenia politycznego miasta. Za pontyfikatu Innocentego III zostało wybrane na siedzibę rektora Marchii Ankońskiej, jednej z czterech nowo utworzonych prowincji Państwa Kościelnego.

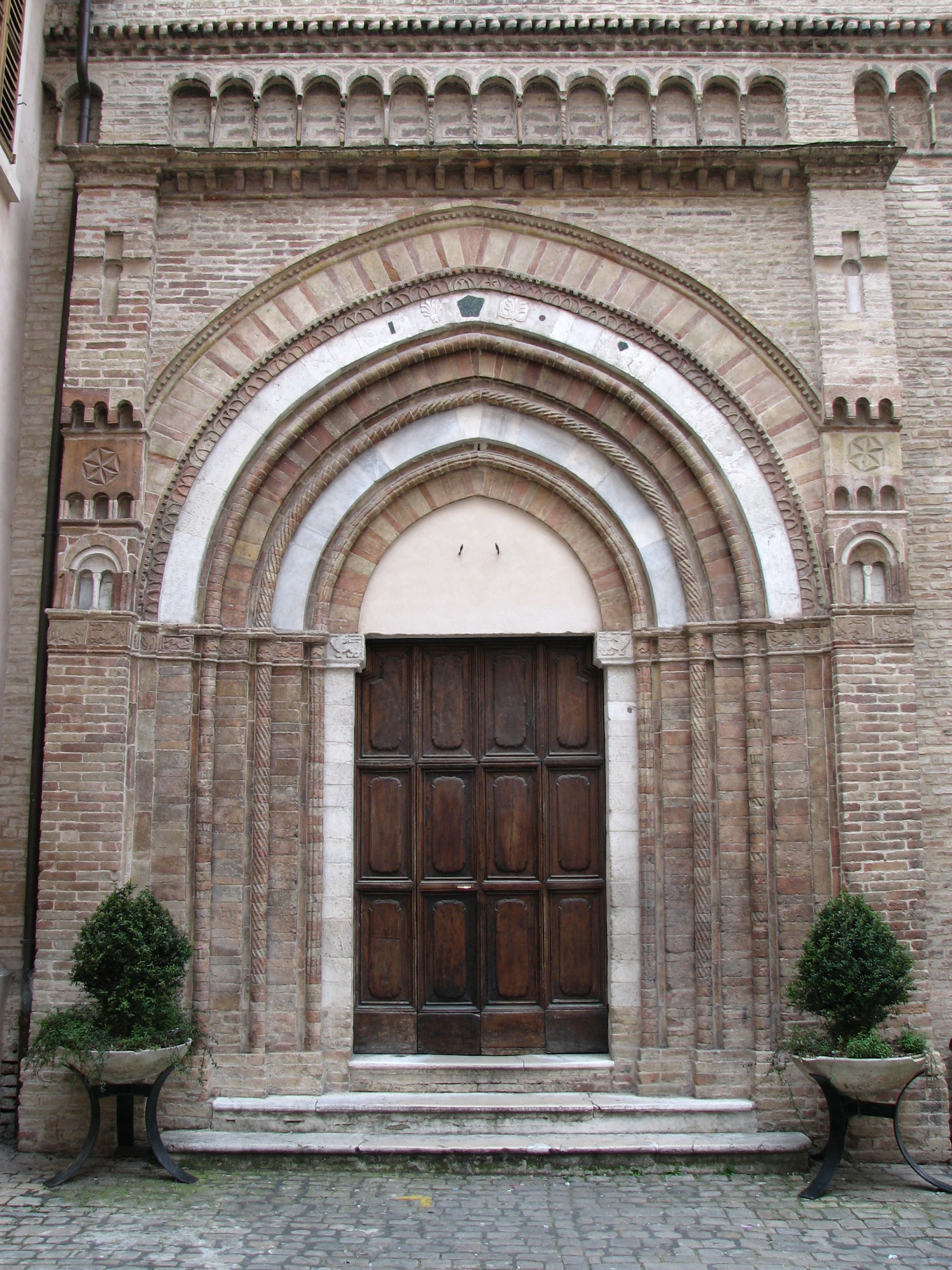
Portal kościoła Santa Maria della Porta z XIV w.

Wiek XIV jest też naznaczony znamieniem kryzysu, który dotykał inne miasta Półwyspu Apenińskiego, były nim rządy tzw. signorii (od wł. signore – pan). Rządy w Maceracie w połowie lat 20. XIV w. przejęła rodzina Maluccich, odznaczająca się przywiązaniem do stronnictwa Gwelfów. Dominacja Maluccich trwała do połowy XIV w., kiedy to papież, rezydujący w Awinionie, nakazał kardynałowi Gilowi Álvarezowi de Albornozie przywrócenie siłą władzy papieskiej na terenie całej Marchii Ankońskiej. Z czasem władzę nad miastem rozciągnęła rodzina Varano z Camerino, co przyczyniło się do kryzysu zakończonego próbą zdobycia miasta przez Lucia z Landau, zakończonego jednakże wielkim niepowodzeniem.
W tym okresie wzniesiono na terenie miasta kilka okazałych budowli: kościół Matki Bożej u Bramy (wł. Santa Maria della Porta, najstarsza część świątyni pochodzi z 990-1000, gotycki portal zawdzięcza konfraternii flagellantów), kościół św. Franciszka (1316), kościół Matki Bożej Pokoju (wł. Santa Maria alla Pace z 1323, wybudowany by uczcić pokój zawarty pomiędzy Gibelinami i Gwelfami) oraz ratusz (wł. Casa del Podestà z 1373, na Piazza del Mercato).

### XV wiek
Po latach dobrobytu i pokoju, Macerata, podobnie jak cały region, została w 1433 zajęta przez Franciszka I Sforzę. Signoria Sforzów odznaczała się serią niepokojów i działań zbrojnych, szczególnie w latach 1443-1445, kiedy to Franciszkowi I stanęła na drodze liga zjednoczonych sił papieża Eudeniusza IV, książąt Mediolanu oraz króla Neapolu. W końcu wpływowi mieszczanie Maceraty przejęli inicjatywę i wywalczyli ustanowienie niezależnego sądu miejskiego opartego na instytucji rektora mianowanego przez papieża jako władcę Państwa Kościelnego (wł. Corte Generale de lo Rectore de Sancta Chiesa). Dzięki temu ważnemu awansowi administracyjnemu z komuny miejskiej, związanej przede wszystkim z okolicznym kapitałem rolniczym, miasto przekształciło się stopniowo w ważny ośrodek polityczno-urzędniczy. Wzrastała liczba ludności. W mieście osiedlali się notariusze, urzędnicy miejscy, wojskowi oraz przedstawiciele kleru.

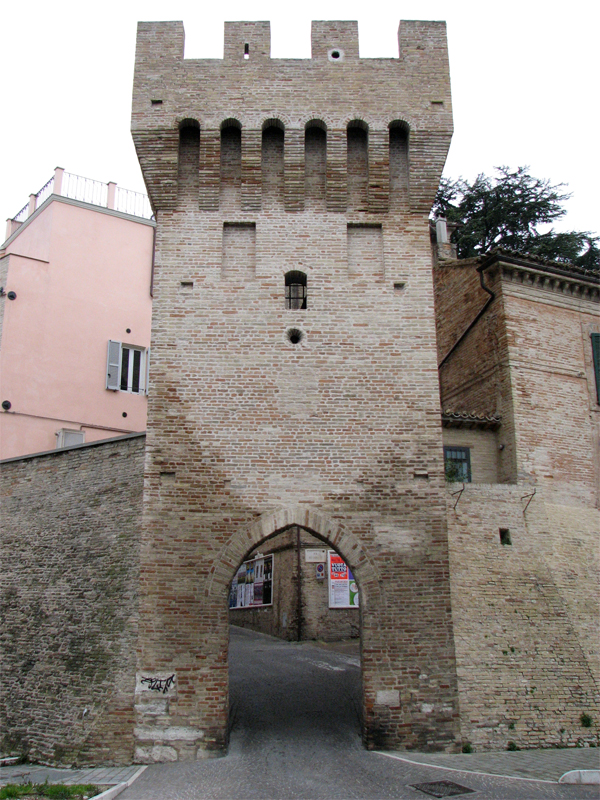
Porta Montana z ok. 1367

W XV w. postanowiono również o wybudowaniu nowych murów miejskich. We wnętrzu miasta miały znaleźć się tereny peryferyjne wokół dzisiejszych bram Montana i Mercato (wł. Porta Montana, Porta Mercato). Mury miały być wyposażone w nowe baszty. Odbudowano katedrę (lata 1459-1464), odrestaurowano Palazzo dei Priori oraz Palazzo della Regione. Te ostatnie stawały się siedzibą kardynała legata. Tradycja mówi iż 15 sierpnia 1477 w ciągu jednego dnia wzniesiono kościół Santa Maria della Misericordia, przez mieszkańców miasta do dzisiaj nazywany „ciucarella”, tzn. maleńka.
Tradycja mówi też o cudownym objawieniu się Matki Bożej pewnej Albance. W związku z tym faktem poza murami miasta wybudowano kościół Santa Maria alla Fonte del Sabato (pol. Matki Bożej u Sobotniego Źródła) wraz z niewielkim szpitalem i czworakami dla trędowatych. W tym okresie trędowatym nie było wolno przebywać na terenie miasta. U końca XV w. rozpoczęto budowę wieży ratuszowej (wł. torre civica), prace zostały jednak przerwane.

### XVI wiek
Wiek XVI może być nazwany złotym okresem w dziejach miasta. Kwitło życie polityczno-administracyjne oraz ekonomiczne. U progu stulecia niebezpieczeństwo najazdów ze strony Landsknechtów i innych obcych oddziałów zaciężnych wpłynęły na decyzję dotyczącą zamknięcia linii murów miasta. Nowe fortyfikacje są przykładem kunsztu budownictwa fortecznego. Murami otoczono Borgo Novo (dzisiejsza Corso Garibaldi) oraz Borgo Vecchio (współczesna Via Mozzi). Na linii pomiędzy bramami Montana i Romana wzniesiono kilka baszt fortecznych, które wystając na zewnątrz pozwalały na lepszą obronę miasta. Na początku stulecia postanowiono przebudować centralny plan (współczesna Piazza della Libertà). Dzieło to powierzono dwom architektom Kasjanowi z Fabriano (zaprojektował Loggię dei Mercanti) oraz Laktancjuszowi Venturze, budowniczemu sanktuarium w Loreto.

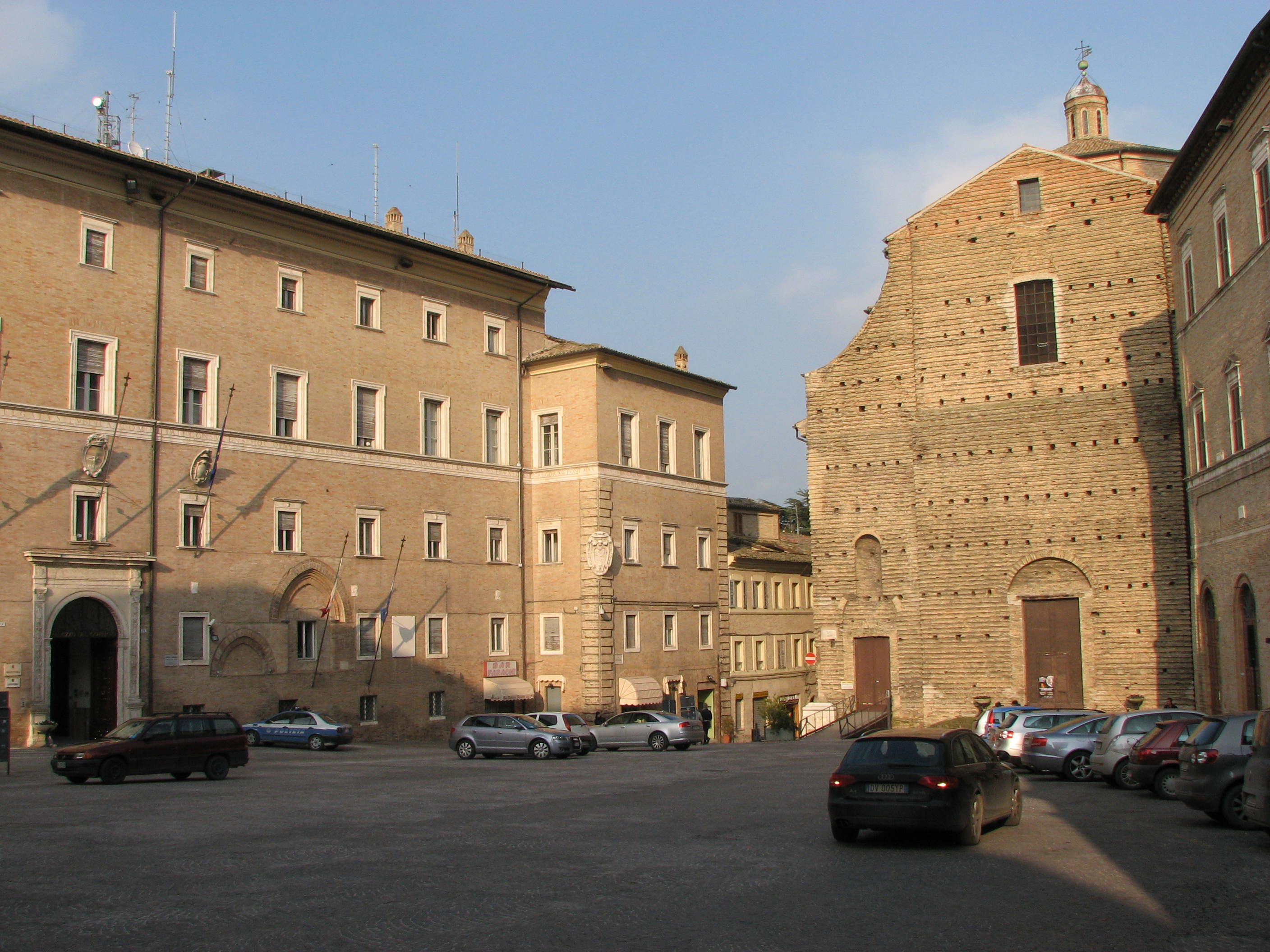
Piazza della Libertà

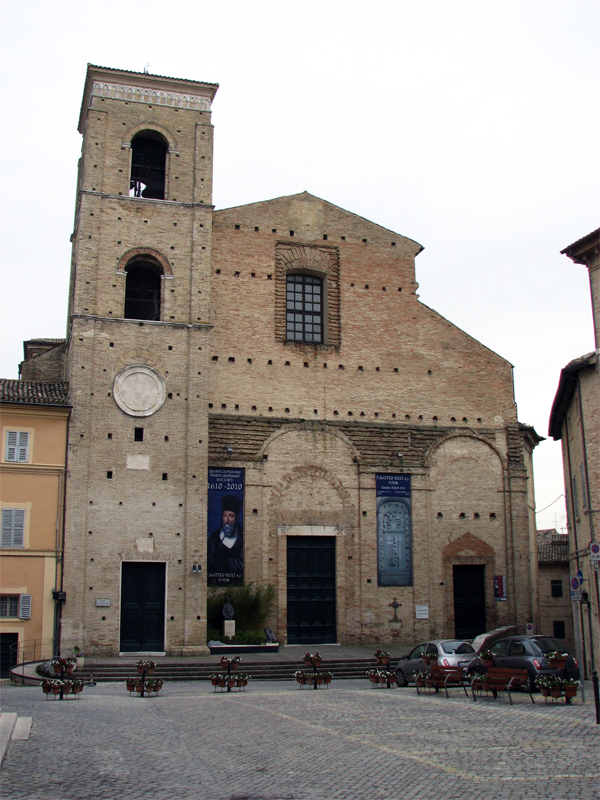
Duomo z XVIII w.

Laktancjuszowi Ventura postanowił nadać głównemu placowi miasta formę trapezoidalną. Po zburzeniu dwóch kościołów i kilku prywatnych domów, wzniesiono Palazzo Legatizio oraz Palazzo di Studio. Ten ostatni stał się nową siedzibą uniwersytetu (dzisiaj siedziba urzędu miasta). Podjęto kolejną próbę wzniesienia wieży zegarowej. Wytyczono Strada Grande (dzisiaj Via Matteotti).
Pod koniec XVI w., widząc potrzeby wynikające ze stale wzrastającej liczby mieszkańców miasta, postanowiono wznieść domy mieszkalne poza murami miejskimi. Powiększono terytorialnie starą dzielnicę Borgo San Giuliano (nazywane także „Fosą”, ze względu na stromość zbocza). Zaczęto rozbudowywać miasto w kierunku za Porta Romana (dzisiaj Corso Cavour). Zaczęto rewitalizować dawną dzielnicę trędowatych, tzn. Borgo San Giovanni Battista (obecne Corso Cairoli). Mieszkańcami tej ostatniej dzielnicy, od tamtej pory nazywanej „Le Casette”, byli przede wszystkim osiedlający się w mieście okoliczni rolnicy oraz emigranci z Albanii. W XVI w. wzniesiono liczne domy mieszkalne, stanowiące dzisiaj swego rodzaju dziedzictwo architektoniczne Maceraty: Palazzo Floriani (1531-1541), Palazzo Ciccolini (1546-1550), tzw. Palazzo dei Diamanti, należący do rodziny Mozzi (1535), Palazzo Marchetti (1560), Palazzo Mozzi (1570), Palazzo Ciccotto Mozzi (1566). Również budownictwo sakralne przeżywało swoje szczęśliwe lata. Do powstałych w XVI w. świątyń zaliczyć trzeba klasztor i kościół Św. Krzyża (wł. Santa Croce, 1503), kościół Santa Maria delle Vergini (dzieło Galasso Alghisi z Capri 1550-1577), kościoły San Liberato i San Rocco. W ciągu XVI w. miasto zmieniło zupełnie swoje oblicze, coraz bardziej się przy tym rozbudowując.

### XVII wiek
Po wieku złotym przyszedł wiek wielkich kłopotów. Bullą De Bono Regimine pochodzący z Marchii papież Klemens VIII scentralizował władzę administracyjno-polityczną w Rzymie. Przyczyniło się to do zmiany statusu politycznego Maceraty. Miasto przestało dominować nad rozległym terytorium, którego w ciągu minionego stulecia było administracyjną stolicą, nie odgrywało już znaczącej roli w Państwie Kościelnym. Nastąpił regres w sensie demograficznym i ekonomicznym. Wznoszono mniej budowli prywatnych i publicznych. Przebudowano jednak niektóre ulice, np. w okolicach dzisiejszej Corso della Repubblica. Zbudowano Porton Pio u końca dzielnicy za Porta Romana, poszerzono ulicę prowadzącą do kościoła Santa Croce. Wzniesiono nowe kościoły: Św. Pawła (wł. San Paolo, 1623-1655; dzisiaj audytorium uniwersyteckie) i Św. Jana (wł. San Giovanni, 1600–1655, dawny kościół jezuitów, dzisiaj kolegiata).

### XVIII wiek
Z biegiem lat centralizacja władzy w Państwie Papieskim zaczęła powodować nastroje sprzeciwu miejscowej burżuazji. Głosy krytyki zostały wzmocnione poprzez propagowanie idei związanych z ruchem oświeceniowym, który zataczał coraz większe kręgi w społecznościach miast italskich XVIII w. Początkowo idee te były zwalczane w sposób zdecydowany przez duchownych.

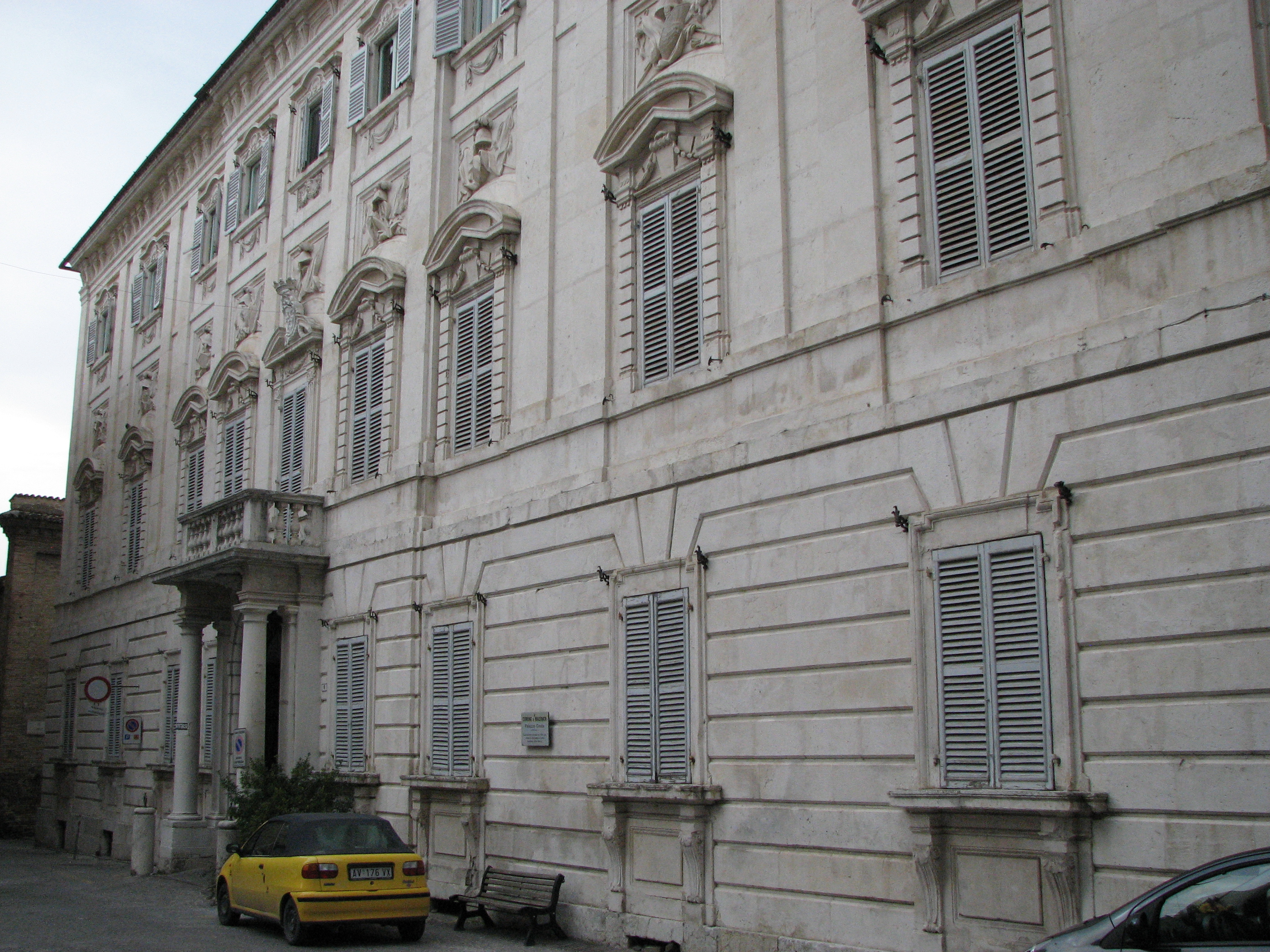
Palazzo Costa z XVIII w.

Zamożne rody Maceraty, niezadowolone z wyłączenia ich z życia politycznego epoki, inwestowały w budowę bogatych i wygodnych rezydencji. Wymienić możemy cały szereg powstałych wówczas budowli, zaczynając od kamienicy Bonaccorsich, której budowę rozpoczęto w 1707 i ukończono dwadzieścia lat później. Znane zabytki z tego okresu rozbudowy Maceraty to: Palazzo Asclepi-Salimbeni z 1725, Palazzo Compagnoni z 1736, czy Palazzo Pellicani z tego samego roku. W latach 1738–1758 powstawał Palazzo Torri według projektu Luigiego Vanvitellego. W 1756 ukończono Palazzo Costa. Giuseppe Valadierowi Macerata zawdzięcza ukończony w 1793 Palazzo De Vico oraz pierwszy przykład zabudowy neoklasycystycznej w mieście – Palazzo Ugolini – z 1793.

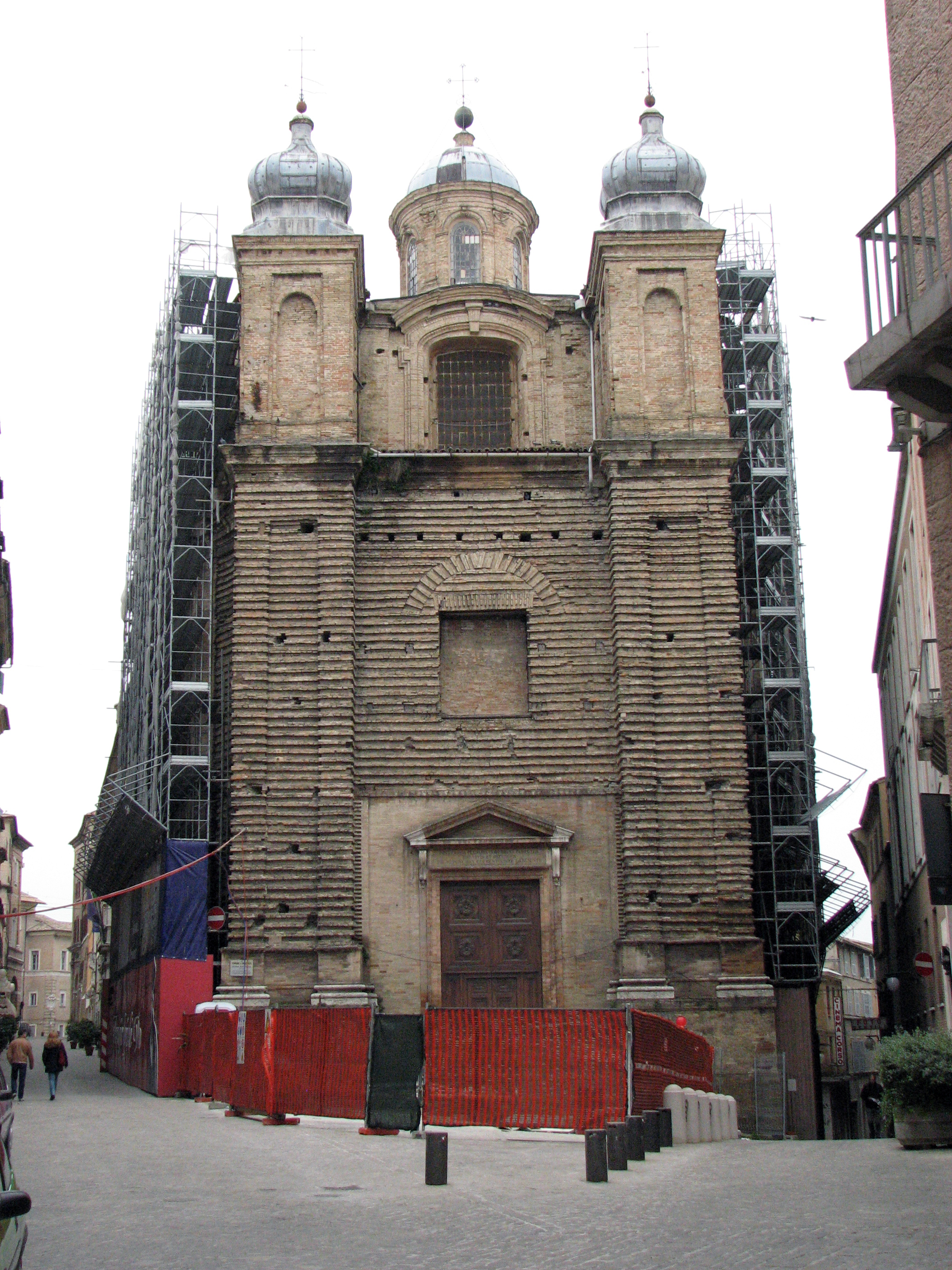
Kościół św. Filipa Neriego z 1730

W XVIII w. powstały w mieście dwa kościoły: San Filippo, według projektu barokowego architekta rzymskiego Giovana Battisty Continiego, pierwsza świątynia na świecie dedykowana św. Filipowi Neriemu oraz San Giorgio (prace w latach 1792-1798). W XVIII w. przebudowano również katedrę – Duomo di San Giuliano.
Między 1767-1774 przebudowano jeden z budynków istniejących przy głównym placu miasta (obecnie Piazza della Libertà), budując w jego wnętrzu późnobarokowy teatr, istniejący zresztą do dziś. Restrukturyzację tego budynku Macerata zawdzięcza Antoniowi Gallemu Bibienie oraz Cosimowi Morellemu z Imoli. Teatr nosi dzisiaj imię Lauro Rossiego, kompozytora pochodzącego z Maceraty, który żył w XIX w..
U schyłku wieku Italia została zajęta przez wojska napoleońskie. Okupacja ta spotkała się z radosnym przyjęciem burżuazji i części klasy najniższej, które widziały w działaniach Francuzów realizację idei sprawiedliwości i wolności. Miasto zostało przyłączone do Republiki Rzymskiej w 1798. Po kasacie zakonów i kongregacji zakonnych oraz podniesieniu podatków pierwotny entuzjazm przekształcił się w ogólnie odczuwaną chęć reakcji. Mieszkańcy zmusili w 1799 wojska napoleońskie do odwrotu. Po jakimś czasie Francuzi powrócili i po pięciu dniach oblężenia zdobyli miasto 5 lipca 1799. Żołnierze sprofanowali wówczas szereg kościołów, grabiąc mieszkańców i zabijając 360 osób (w tym m.in. franciszkanina Feliksa Rosentaniego). Większość zabitych mieszkała poza murami miasta, w przysiółkach Fosse i Casette. Francuzi uważali przedstawicieli najbiedniejszej warstwy za prowodyrów reakcji zbrojnej.

### XIX wiek

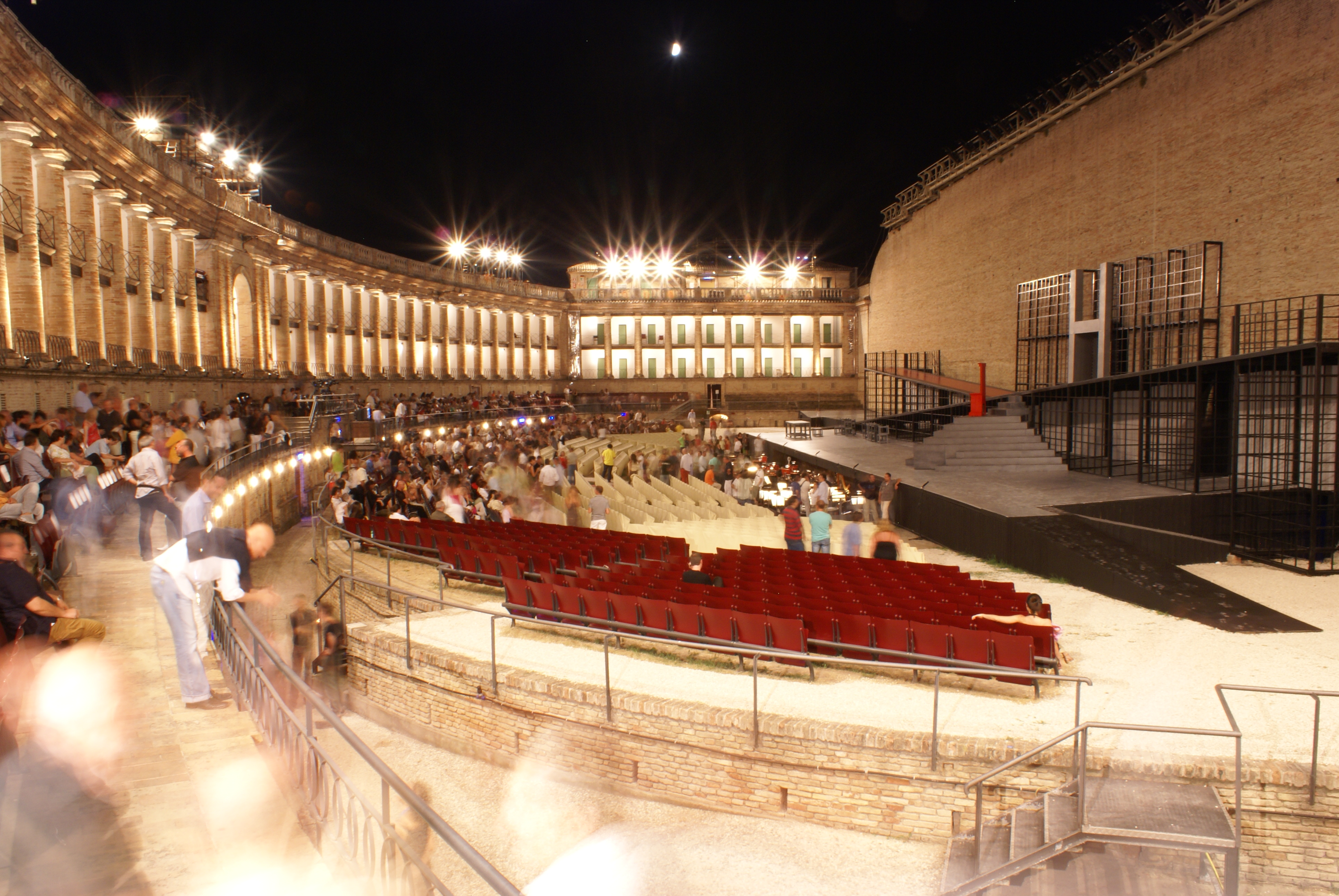
Sferisterio przed koncertem, wybudowane w 1829

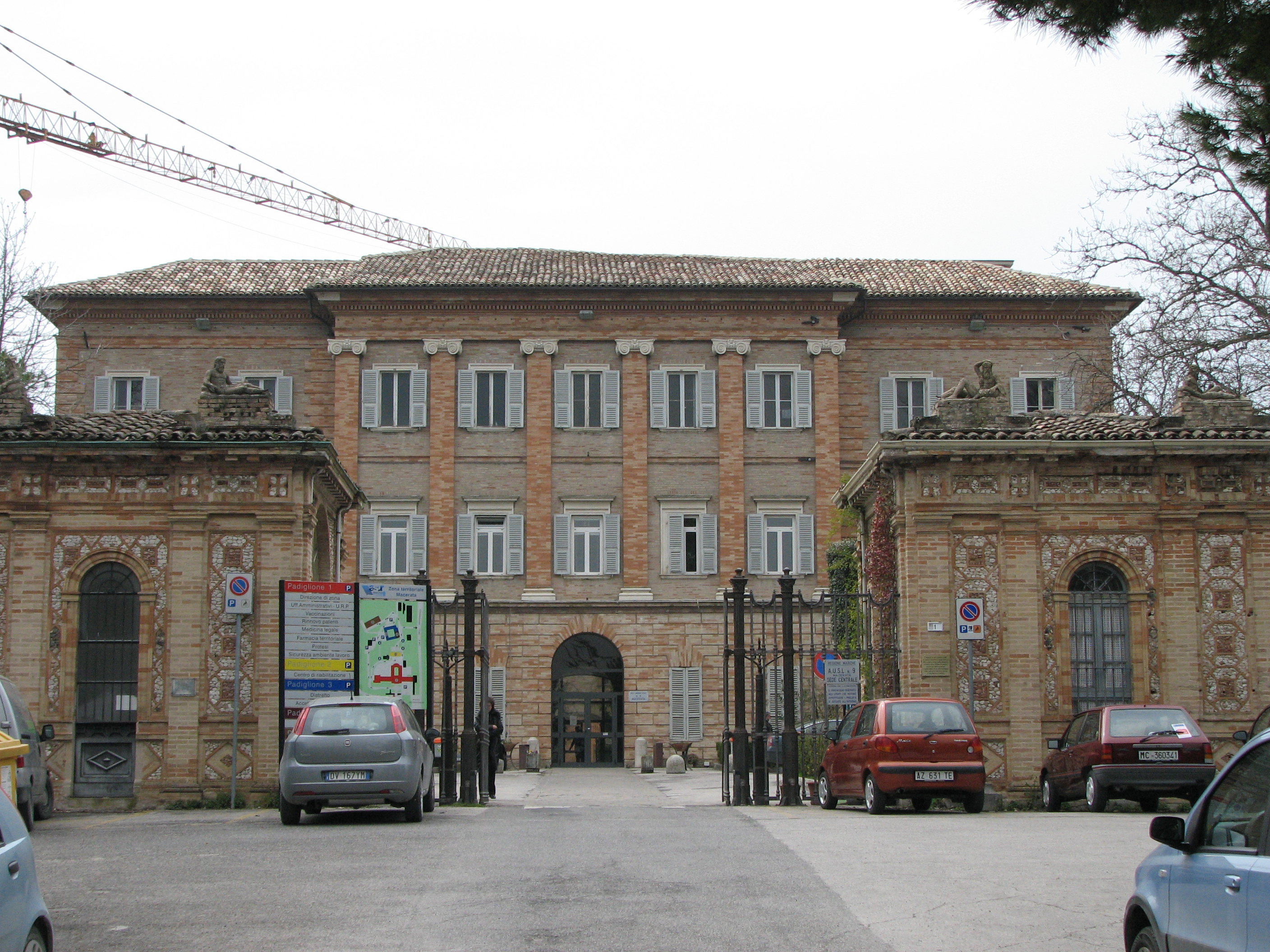
Były szpital psychiatryczny z 1871

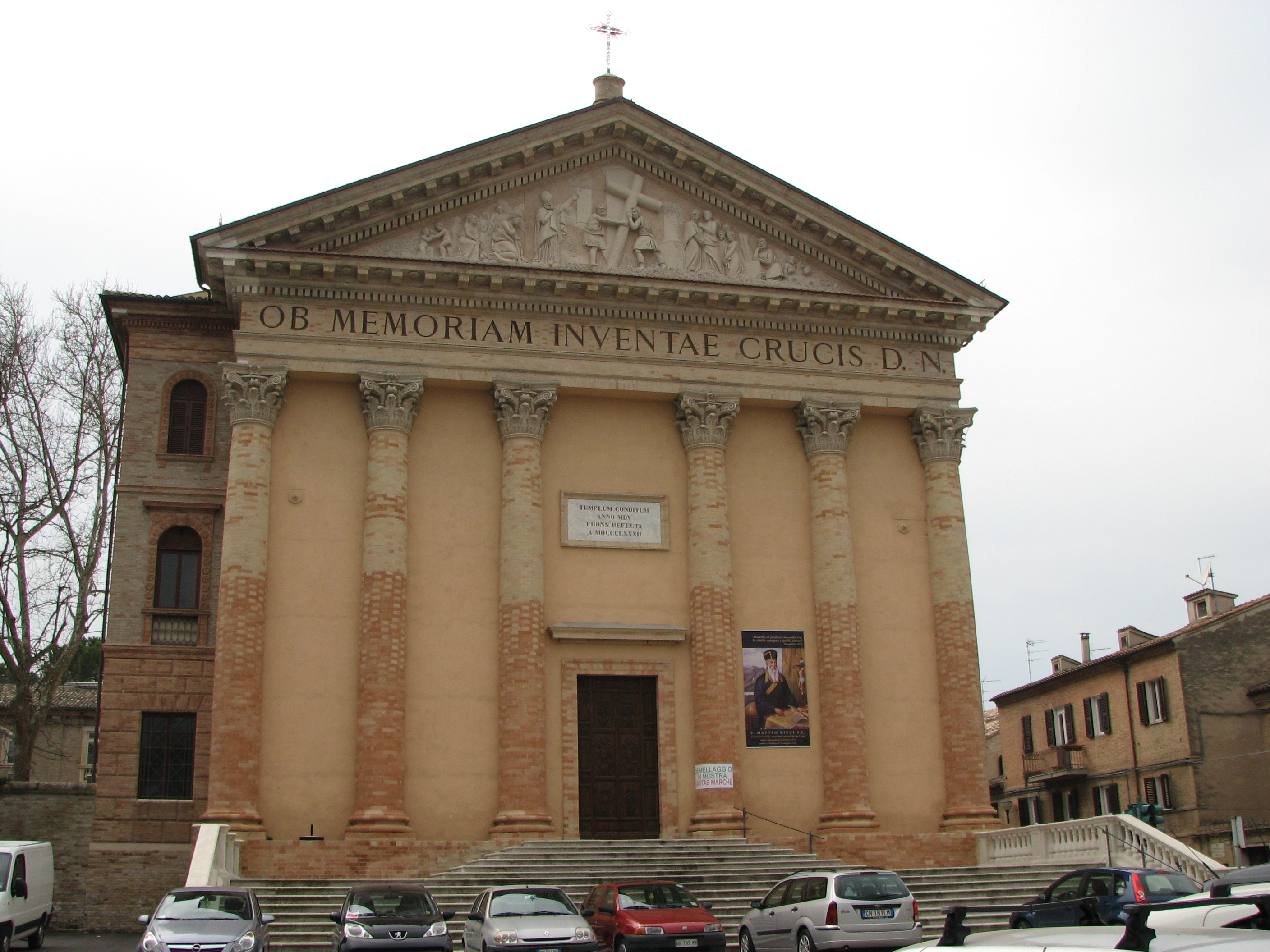
Fasada kościoła Santa Croce z 1882

Wojska francuskie spowodowały uszkodzenie Porta Romana (pl. Bramy Rzymskiej), dlatego jedną z pierwszych decyzji podjętych przez władze miasta po okresie okupacji było wstawienie żelaznej bramy. Ta część miasta nazywana jest w związku z tym „i cancelli” (pl. krata, brama żelazna).
Po ukonstytuowaniu się napoleońskiego Królestwa Włoch w 1805 Macerata stała się stolicą departamentu Musone (od nazwy rzeki). W 1815 mieszkańcy okolicy byli świadkami rozproszenia oddziałów Joachima Murata, rozgromionych przez wojska austriackie dowodzone przez Federica Bianchiego w bitwie pod Tolentino (2-3 maja 1815).
W 1817 w Maceracie miała miejsce jedna z pierwszych na terenie Italii insurekcji karbonariuszy. Niedobitki armii napoleońskich i oddziałów Murata zorganizowali w mieście „namiot masoński” (it. vendita massonica), czyli niższy rangą oddział węglariuszy, składający się z robotników, chłopstwa i drobnego mieszczaństwa o nastawieniu antyklerykalnym, dążących do zjednoczenia Włoch. Będąc szybko stłumionym przez władze wystąpieniem, „vendita” była wyrazem budzącej się świadomości obywatelskiej.
W 1832 inżynier Salvatore Innocenzi i architekt Ireneo Aleandri wznieśli Sferisterio, który służył jako miejsce do rozgrywania meczów w pallone col bracciale, charakterystycznego dla Włoch przed II wojną światową sportu męskiego. W tym znanym na Półwyspie Apenińskim amfiteatrze wystawiano również opery. Budynek został wzniesiony między Piazza Mercato, dzielnicą Casette i Cocolla. W tym celu rozebrano, a następnie zbudowano od nowa jedną z zabytkowych bram – Porta Mercato.
W XIX w. wielu mieszkańców Maceraty wzięło udział w walkach o niepodległość Włoch. W styczniu 1849 w Maceracie zatrzymał się Giuseppe Garibaldi, by utworzyć legion macerateński, który miał później wsławić się w Rzymie w walkach w obronie Republiki Rzymskiej. Na Palazzo Comunale znajduje się tablica z tekstem listu, jaki Garibaldi skierował do obywateli miasta.
Po bitwie pod Castelfidardo, w której wojska papieskie zostały pokonane przez armię Królestwa Sardynii i plebiscycie z 4 listopada 1860, który zadecydował o przystąpieniu Marche do zjednoczonego Królestwa Włoch, Macerata straciła swe znaczenie polityczne i administracyjne. Najprawdopodobniej było to wynikiem wielowiekowej lojalności wobec rządów papieskich. Uniwersytet stracił trzy wydziały, do Ankony przeniesiono siedzibę regionalnego sądu i dowództwa wojskowego w regionie.
Do nowych budowli z tego okresu zaliczyć siedzibę szpitala dla nerwowo i psychicznie chorych w stylu neoklasycystycznym, Loggię del Grano z 1841 oraz nową fasadę kościoła Santa Croce, dzieło architekta Virginio Tomboliniego z 1882.
W tej nowej sytuacji społecznej, jaką było powstanie w 1861 Królestwa Włoch, wielu mieszkańców Maceraty zmuszonych było do powstrzymywania się od udziału w wyborach, gdyż udział ten uzależniony był od dochodów. Ci zaś, którzy mieli odpowiednio wysokie dochody, niejednokrotnie nie brali udziału w życiu politycznym i wyborach respektując wielokrotne papieskie non expedit (z 30 stycznia 1868, z 9 listopada 1870, powtarzane przez Piusa IX przy różnych okazjach). Stopniowo jednak obywatele miasta zaczęli stawiać pierwsze kroki, jeśli chodzi o życie polityczne w regionie i państwie. Powstawały pierwsze stowarzyszenia robotnicze, organizacje i namiastki sekcji partii politycznych: republikańskiej, liberalnej i socjalistycznej.
Kolejny etap w rozwoju miasta wyznaczyło użycie energii elektrycznej i doprowadzenie kolei (stacja Macerata),  które połączyło Maceratę z innymi miastami Marchii i młodego państwa.

### XX wiek

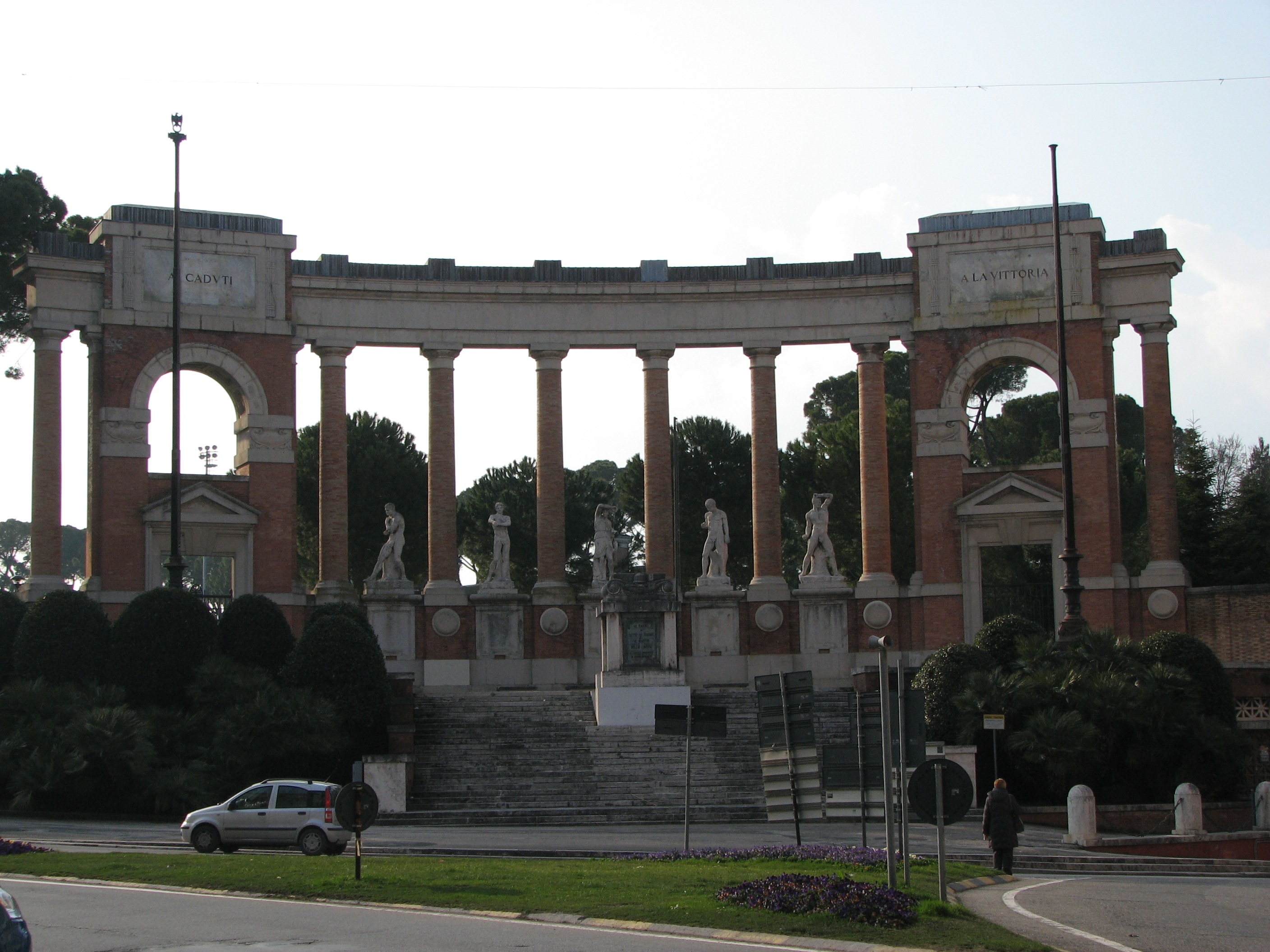
Pomnik Poległych z 1932 (arch. Cesare Bazzani)

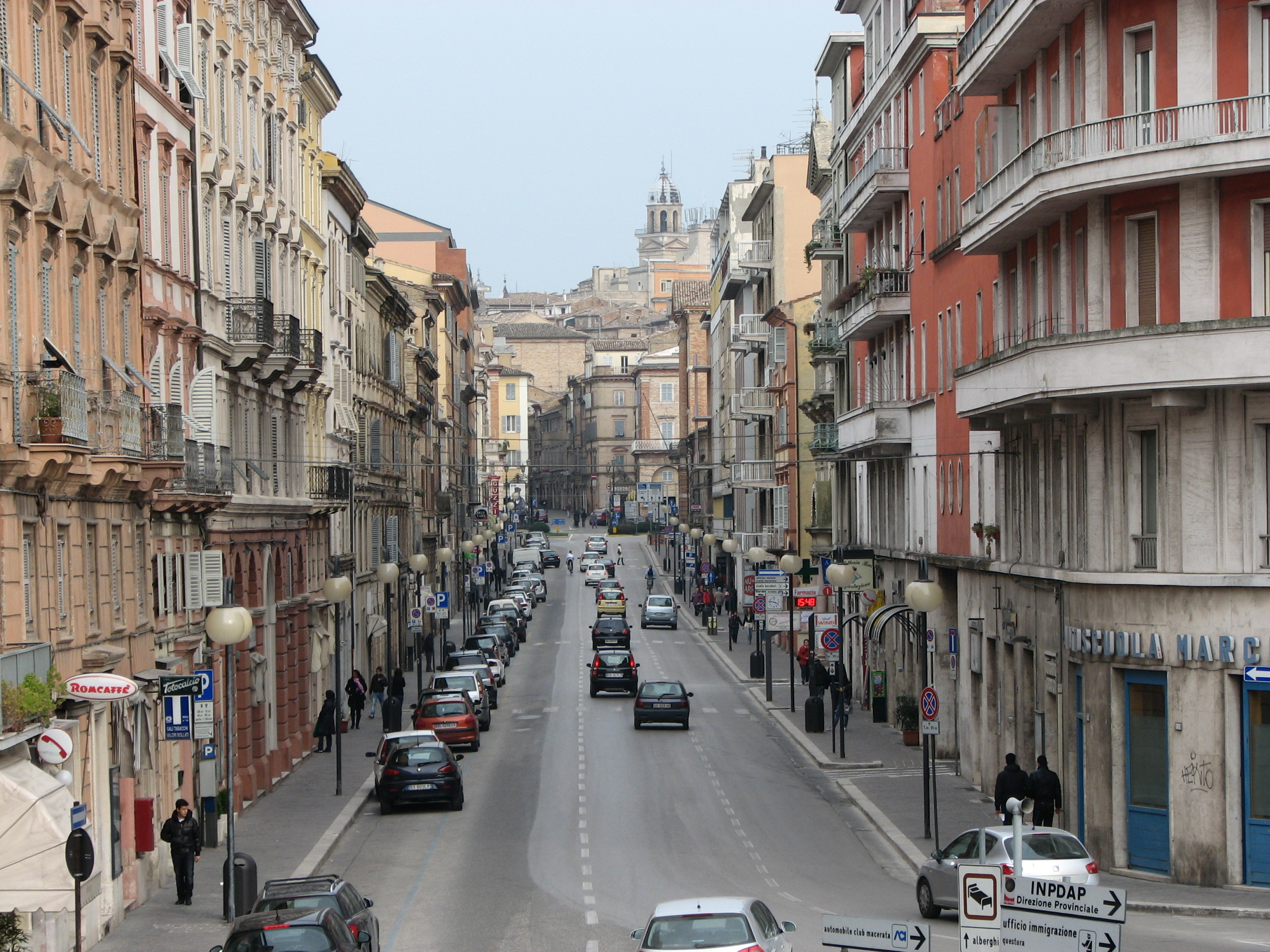
Corso Cavour (zabudowa z XX w.)

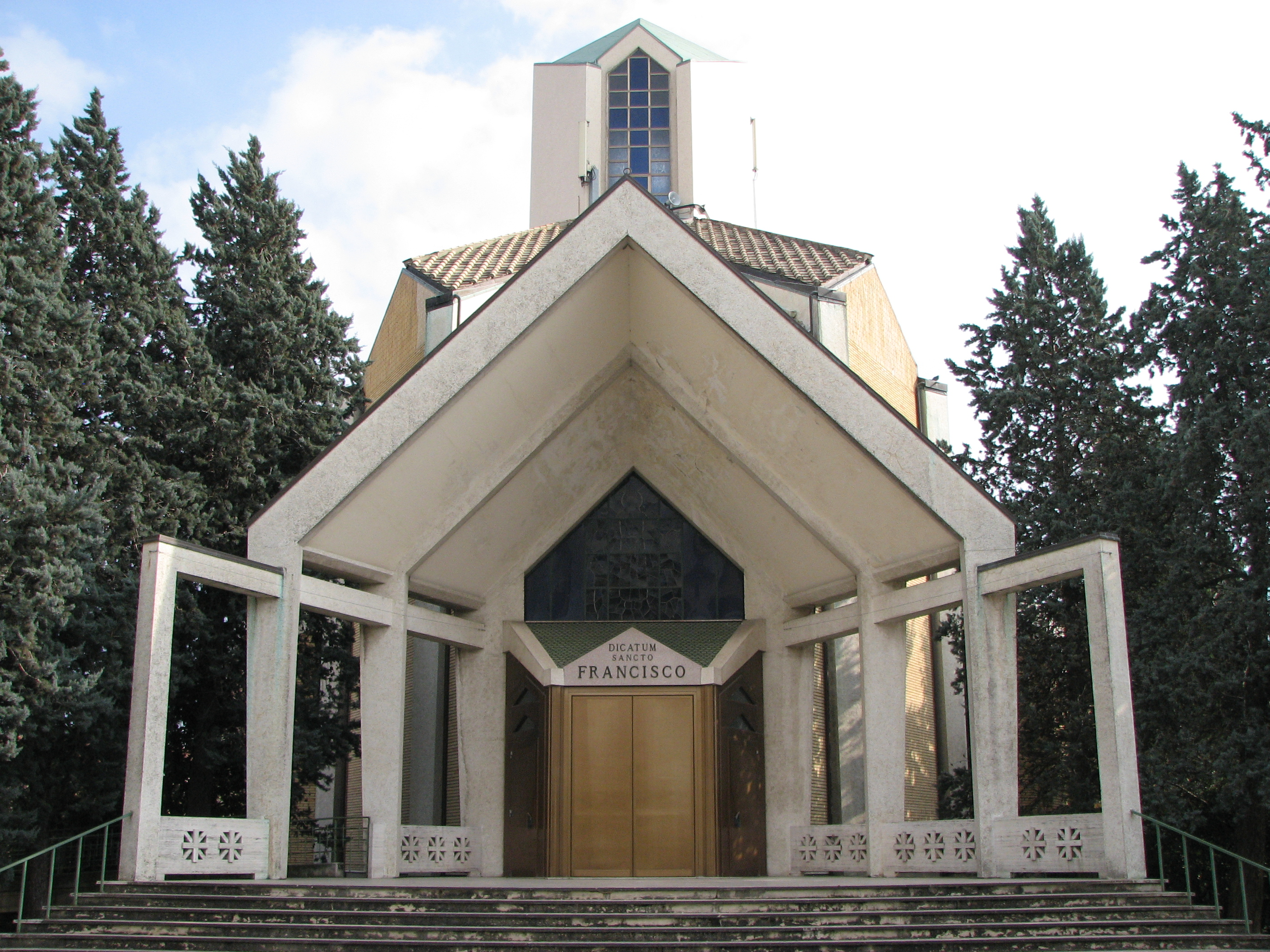
Kościół w dzielnicy San Francesco z 2. poł. XX w.

Wiek XX można nazwać wiekiem wielkiego wzrostu demograficznego, a co za tym idzie, rozbudowy nowych dzielnic poza murami miasta. Przede wszystkim na początku XX w. rozrastają się trzy dzielnice: wokół dworca kolejowego, gdzie swoje domy wybudowali przedstawiciele dobrze usytuowanego mieszczaństwa, druga to okolice dzisiejszego Piazza Dell’Armi, trzecia dzielnica to tzw. Villa Fucana, która obejmuje wzgórze popularnie nazywane Santa Croce, od istniejącego na szczycie kościoła dedykowanego Świętemu Krzyżowi (wł. Santa Croce). W tym okresie wzniesione zostają dwie świątynie katolickie: Immacolata (lata 1893-1917, na Corso Cavour) i Sacro Cuore (lata 1909-1913, przy Corso Cairoli).
Podczas wojny włosko-tureckiej w Maceracie, podobnie jak w innych miastach Italii, ścierały się ze sobą frakcje nacjonalistyczne z socjalistycznymi. Doszło do użycia siły ze strony socjalistów wobec nacjonalistów w czasie konferencji prointerwencyjnej Cezarego Battistiego. Liczni obywatele Maceraty wzięli udział w I wojnie światowej tworząc specjalne oddziały (wł. Brigata Macerata). Po wojnie wewnętrzne problemy Włoch odciskały na mieście swoje piętno: faszyści po Marszu na Rzym, 28 października 1922, przejęli władzę. Poszukując przeciwników politycznych, zaatakowali siedzibę socjalistów, dewastując przy tym kilka tawern. Od poważnego kryzysu uchronili miasto jego burmistrzowie Cesare Benignetti (burmistrz w latach 1927-1933) oraz Carlo Magnalbò (burmistrz w latach 1936-1943).
W 1926 w Maceracie odbyła się konferencja FUCI (pl. Włoska Katolicka Federacja Uniwersytecka), w której uczestniczył ks. Giovanni Battista Montini, przyszły papież Paweł VI. Konferencja spotkała się z manifestowaną wszędzie dezaprobatą grup faszystowskich, co miało być wstępem do delegalizacji Akcji Katolickiej w 1931.
Kolejnymi budowlami wzniesionymi w XX w. w Maceracie były Palazzo delle Poste (1922), Palazzo degli Studi (1931), stadion Vittoria (1926), na którym trenowała La Maceratese – miejscowa drużyna futbolowa. W latach 1928–1932 wzniesiono Monumento ai Caduti (pl. Pomnik Poległych). Po zburzeniu Porton Pio przebudowano Piazza Della Vittoria (pl. Plac Zwycięstwa). W 1925 zbudowano Palazzo del Fascio (na Piazza Mazzini), w 1938 powstał Palazzo del Mutilato również na terenie Starówki.
Po upadku faszyzmu w 1943 mieszkańcy Maceraty świętowali na ulicach miasta. Radość trwała jednak krótko, gdyż miasto zostało zajęte przez Niemców. 3 kwietnia 1944 Alianci zbombardowali Corso Cavour i Corso Cairoli, zabijając 129 osób i wiele raniąc. Miasto zostało wyzwolone w tym samym roku przez polskich żołnierzy. Po zakończeniu wojny ludność urządziła lincz i zamordowała znanego w mieście działacza faszystowskiego, ciągnąc jego ciało ulicami miasta, przyczepione do pary wołów. Jego ciało zostało następnie powieszone głową w dół w pobliżu Sferisterio.
Po wojnie miasto wracało powoli do sytuacji dobrobytu dzięki stopniowemu rozwojowi okolicznego rolnictwa, handlu i sektora usługowego. Gdy w latach 50. zaczęło brakować mieszkań, podjęto decyzję o rozbudowie kolejnych dzielnic (le Casette, le Fosse, Ficana i le Vergini). Powstały nowe dzielnice: la Pace, le Casermette (zwana też San Francesco), i kwartał Marche, z biegiem kolejnych dziesięcioleci le Due Fonti, Collevario oraz Colleverde. W latach 80. XX w. miasto przeżywało swój bum demograficzny, wielu przyjezdnych osiedlało się w domach czynszowych budowanych w dzielnicach Piediripa, Sforzacosta oraz Villa Potenza. Na początku lat 90. XX w. do Włoch przybyła wielka fala imigrantów z krajów Europy, Azji i Afryki. Władzom miasta udało się zwalczyć przestępczość dzięki ustawicznie prowadzonym wysiłkom zmierzającym do integracji.

### XXI wiek

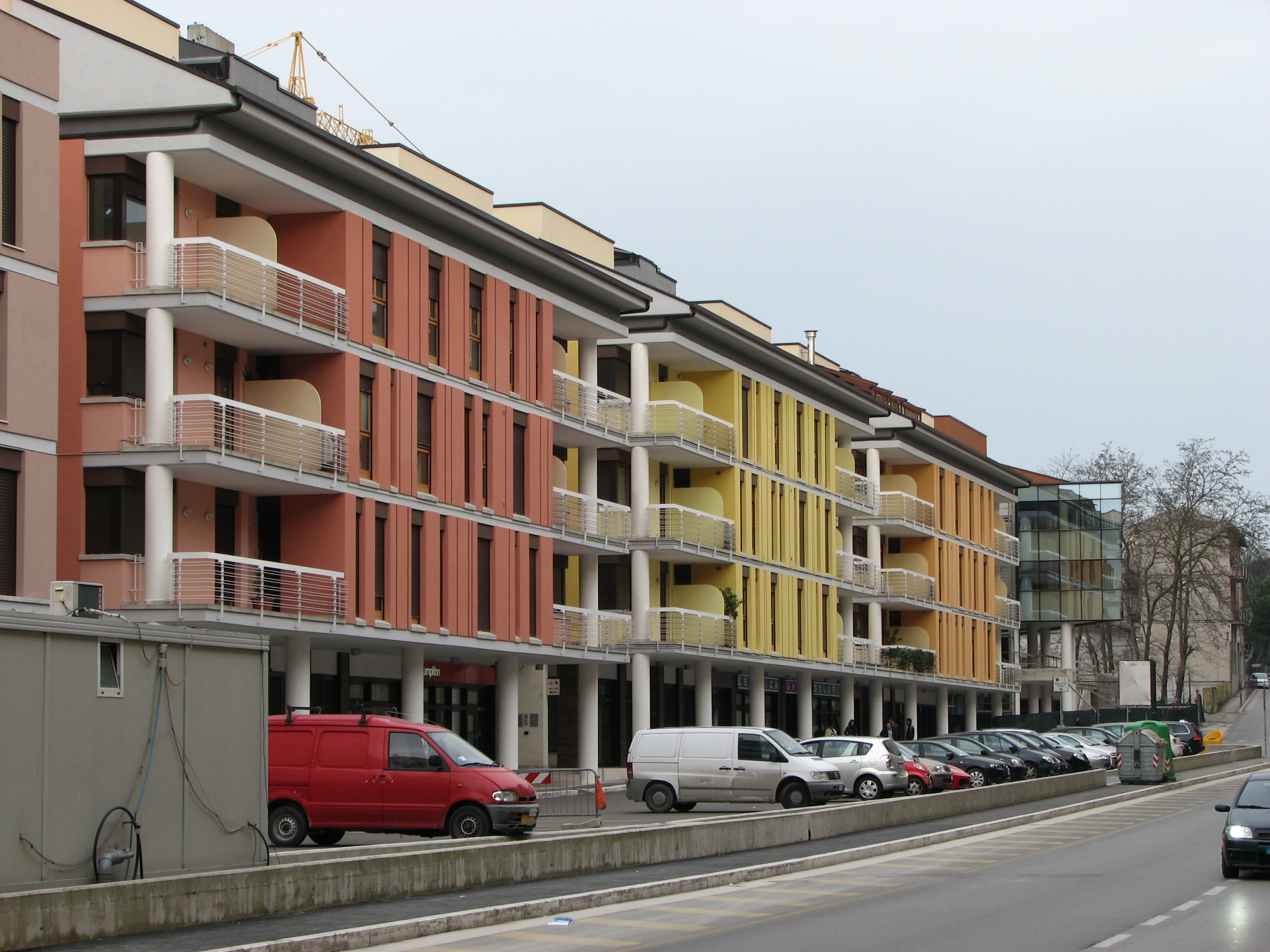
Nowoczesna zabudowa przy Via Trento (2010)

U początku obecnego stulecia wzniesiono kolejne domy czynszowe oraz domy jednorodzinne w dzielnicy Vergini. Na starym mieście, gdzie brakuje miejsc parkingowych, coraz więcej mieszkań wynajmowanych jest imigrantom i studentom osiedlającym się w Maceracie. Powodem tego zjawiska jest wysokość zarobków pracowników o niskich kwalifikacjach, których stać na wynajem mieszkań niskoczynszowych w centrum miasta.
W 2006 rozpoczęto budowę tunelu, który miał połączyć dzielnicę Fontescodella z dzielnicą Due Fonti. Prace zakończono pod koniec 2007, tunel otwarto w listopadzie 2008. Umożliwił on lepszą komunikację pomiędzy dolinami rzek Chienti i Potenza, rozluźniając rosnący ruch w strefach zabudowanych miasta.

## Rozwój demograficzny Maceraty
Raptowny rozwój demograficzny miasta związany jest z jego rozbudową, szczególnie w 2 poł. XX w. Jednakże, z początkiem lat 80. XX w., nastąpiła zmiana tendencji rozwoju demograficznego miasta i rozpoczął się spadek liczby ludności Maceraty z 43 782 (stan 1981) do 40 875 (stan 2001). Obecnie obserwowalny jest kolejny stopniowy wzrost, spowodowany rosnącą imigracją zarobkową obywateli z innych państw oraz rozwojem struktur lokalnego uniwersytetu.
Wykres liczby ludności miasta Macerata na przestrzeni lat, począwszy od 1861 przedstawia się następująco:

### Mniejszości i grupy etniczne
Według danych ISTAT z 1 stycznia 2011 Maceratę zamieszkiwało 4505 obcokrajowców. Do najliczniejszych obcych grup narodowościowych należeli: Rumuni – 1,3% populacji, Macedończycy 1,24% oraz Albańczycy 1,22%.

## Zabytki i siedziby ważnych instytucji[1]

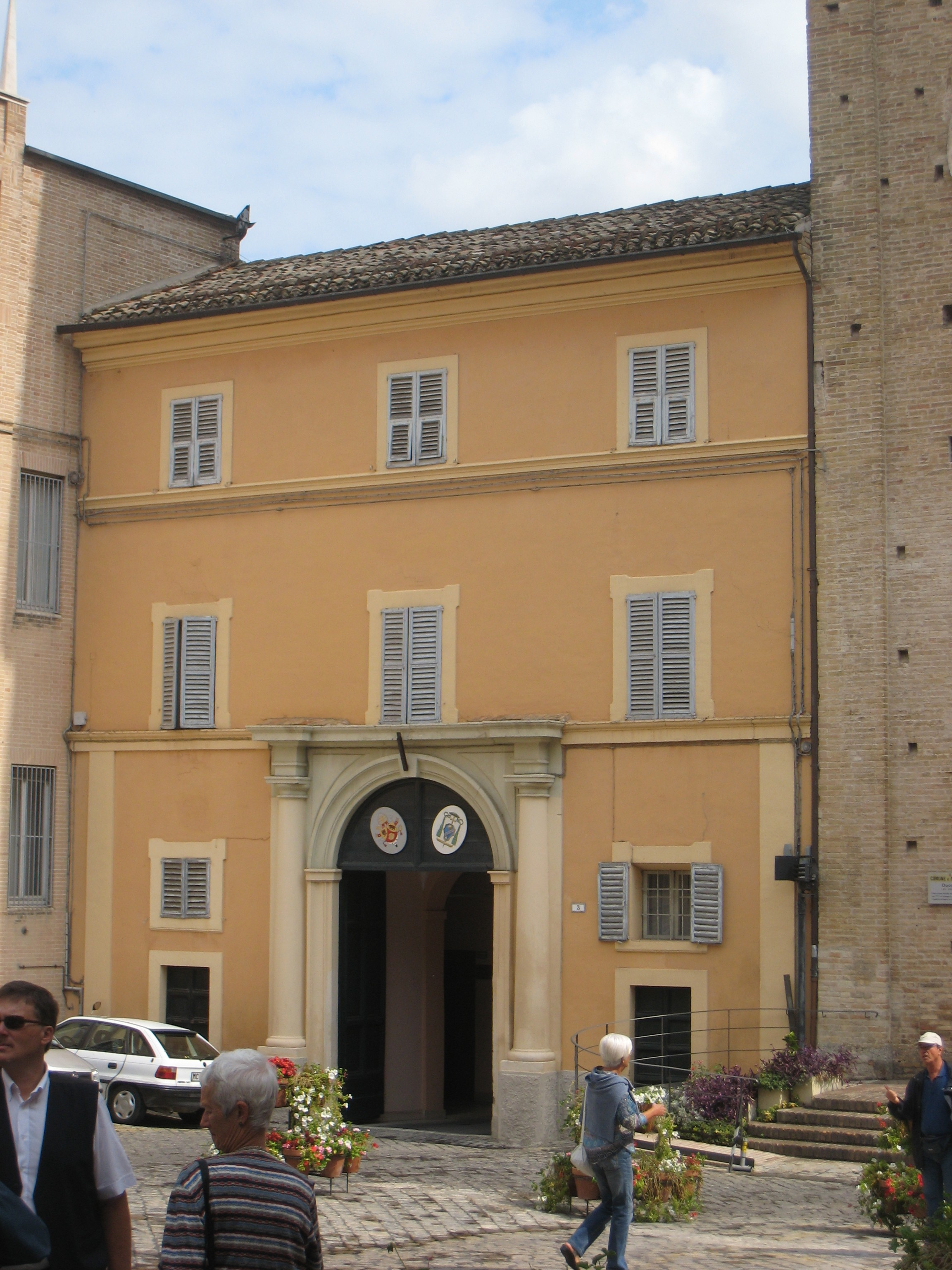
Pałac biskupi

Większość zabytków Maceraty znajduje się na terenie Starego Miasta. Centrum miasta, przy którym zlokalizowana jest siedziba burmistrza i władz, stanowi Piazza della Libertà. Na tym placu znajdują się renesansowa Loggia dei Mercanti, kościół św. Pawła, Palazzo del Governo, Palazzo del Comune, Palazzo Rotale, wieża zegarowa (wł. Torre Civica), teatr „Lauro Rossi” oraz Palazzo dell’Università. Większość z tych budowli została wzniesiona w okresie renesansu.
W Maceracie, której bliskie związki z papiestwem trwały całe wieki, zachowała się spora liczba zabytkowych budowli sakralnych. Do najbardziej znanych na terenie Starego Miasta należą:
- Katedra św. Juliana (Duomo)
- Kościół św. Pawła (barnabitów, obecnie audytorium uniwersyteckie)
- Kościół Santa Maria della Porta
- Sanktuarium Matki Bożej Miłosierdzia
- Kościół św. Filipa
- Kościół św. Jana
- Kościół Santa Maria Incoronata
- Kościół Santa Maria della Consolazione
- Kościół św. Barnaby
- były Kościół św. Rocha
- Kościół Bożego Ciała
- Kościół św. Jerzego
- były Klasztor św. Wincentego

Poza centrum Maceraty znajdują się zabytkowe kościoły: Świętego Krzyża, Santa Maria della Pietà, Santa Maria delle Vergini, św. Michała oraz św. Stefana.

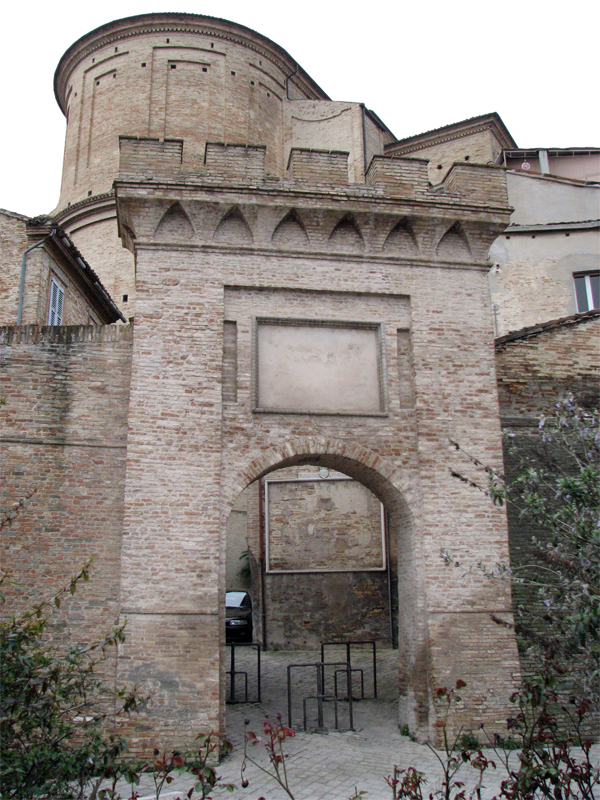
Porta San Giuliano

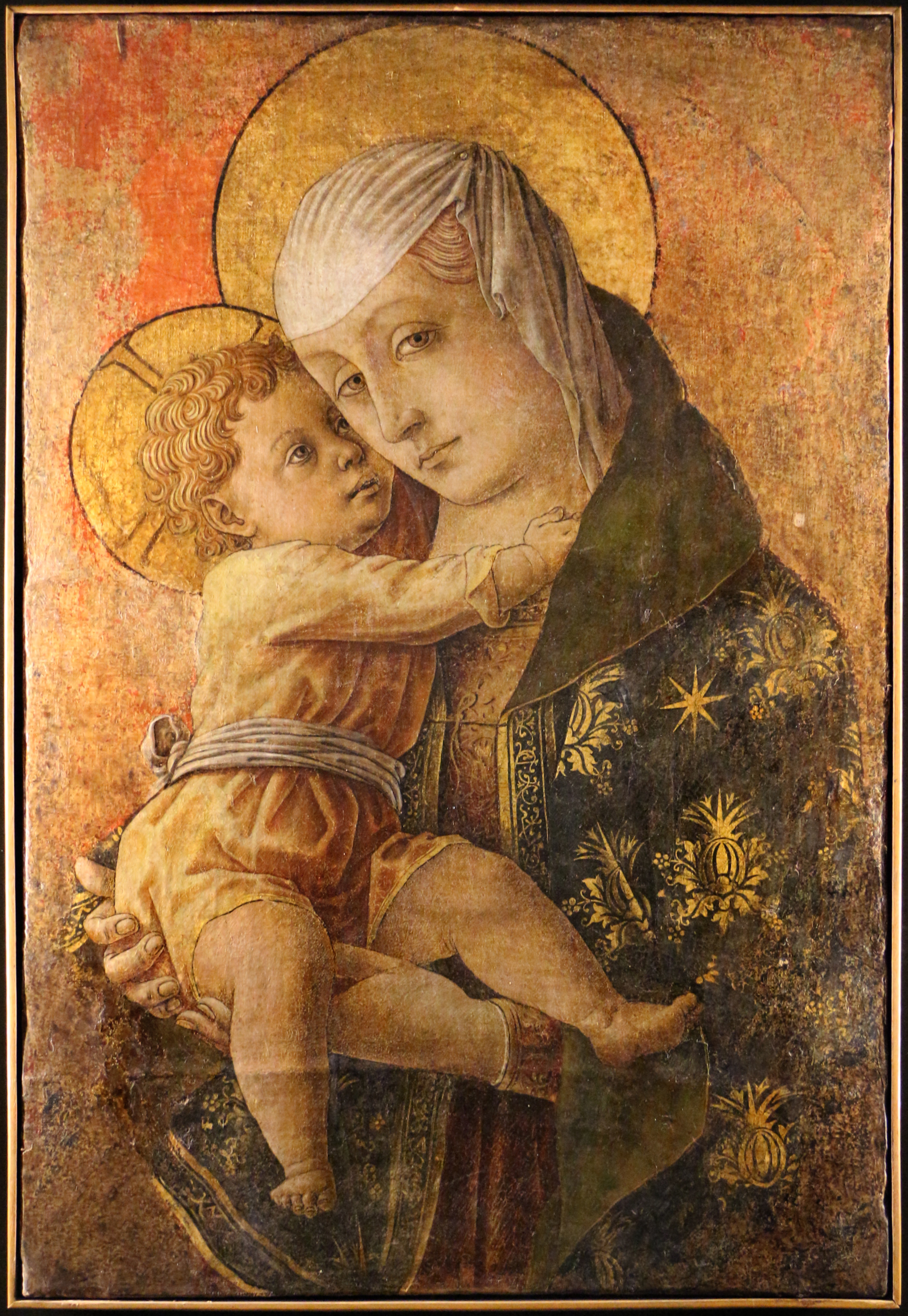
Madonna z Dzieciątkiem – obraz Carla Crivellego z XV w. (Muzeum w Maceracie)

Do zabytkowej zabudowy miasta zalicza się, poza wcześniej wymienionymi:
- Sferisterio
- Case Del Podestà, Mancinelli, Piani, Ulissi, Domizi-de Vico, dell’Ossuccio
- Bramę Rzymską (wł. Porta Romana)
- Autopalazzo
- Foro del Grano
- Budynek koszar karabinierów (wł. Caserma dei Carabinieri)
- Bibliotekę Mozzi-Borgetti
- Palazzi Marefoschi, Buonaccorsi, byłego Seminarium, Sarnari, Rossini-Lucangeli, Amici del Leone, Conventati, Galeotti, delle Terme, Cassini, Coltelli, Chiappini, Blasi-Savini-Foglietti, de Vico-Ubaldini, degli Studi, Palmucci dei Pellicani, delle Poste, Costa, del Mutilato, Compagnoni-Floriani, Romani-Adami, Ricci-Petrocchini, Mozzi-Ferreri, Silvestri, Rotelli-Lazzarini, Mozzi-Consalvi, Narducci-Boccaccio, Lauri, Asclepi-Salimbeni, Asclepi, dei Tribunali, Illuminati, Torri (Emiciclo Torri), Ugolini.

W strukturze murów miejskich wyróżnia się także następujące zabytkowe konstrukcje budowlane:
- Bramy – Porta Mercato, Porta San Giuliano oraz Porta Montana
- Torre del Boia

Ważnym obiektem jest też Pomnik Poległych (wł. Monumento ai Caduti).
Uniwersytet w Maceracie, którego liczne wydziały znajdują się na terenie miasta został założony w 1290. W mieście istnieje również Akademia Sztuk Pięknych, działają dwa domy wydawnicze: Liberilibri and Quodlibet. W miejscowym muzeum gromadzone są zabytki dotyczące historii miasta i regionu.

## Miasta partnerskie
- Weiden
- Issy-les-Moulineaux
- Floriana